# Wallenia subverticillata
Wallenia subverticillata là một loài thực vật có hoa trong họ Anh thảo. Loài này được (Britton) Ekman ex Urb. miêu tả khoa học đầu tiên năm 1925.